# Пижманка
Пижма́нка (Пижман, рос. Пыжманка) — річка в Росії, ліва притока річки Вятка. Протікає по території Кізнерського району Удмуртії та В'ятськополянського району Кіровської області.
Річка починається на південний схід від села Руська Коса. Протікає на південний захід та південь майже повністю через лісові масиви. Впадає до річки Вятка нижче міста Сосновка.
Довжина річки — 49 км. Висота витоку — 178 м, висота гирла — 54 м, похил річки — 2,5 м/км.
Уздовж річки лежать такі населені пункти:
- Кізнерський район — село Вічурка;
- В'ятськополянський район — села Нова Малиновка, Стара Малиновка, Грем'ячка, Пижман-Завод, Красна Горка та місто Сосновка.

В селах Стара Малиновка, Пижман-Завод та в Сосновці збудовано автомобільні мости, в селі Красна Горка через річку проходить залізниця Казань-Єкатеринбург.
За даними Федерального агентства водних ресурсів річка має такі дані:
- Код річки в державному водному реєстрі — 10010300612111100040424
- Код по гідрологічній вивченості — 111104042
- Код басейну — 10.01.03.006